# Louise Beavers
Louise Beavers (Cincinnati, 8 de março de 1900 – Los Angeles, 26 de outubro de 1962) foi uma atriz estadunidense de cinema e televisão que apareceu em dezenas de filmes e dois programas de televisão de sucesso durante as décadas de 1920 a 1960. Ela desempenhou um papel proeminente na melhoria da vida dos negros americanos por meio de seu trabalho e trabalhou com outros defensores para melhorar a situação e a imagem da população negra.

## Juventude
Beavers nasceu em Cincinnati, Ohio, filha da professora Ernestine (Monroe) Beavers e William M. Beavers, que era originalmente da Geórgia. A doença de sua mãe fez com que a família se mudasse para Pasadena, Califórnia.
Em Pasadena, ela frequentou a escola e participou de diversas atividades extracurriculares, como basquete e coral da igreja. Sua mãe também trabalhava como professora de canto e a ensinou a cantar. Em 1920, Beavers se formou na Pasadena High School. Ela então trabalhou como atendente de camarim de um fotógrafo e serviu como empregada doméstica da estrela de cinema Leatrice Joy.

## Carreira
A carreira de atriz de Beavers começou como membro do Lady Minstrels, um grupo de jovens que encenavam produções amadoras e apareciam no palco do Loews State Theatre. Charles Butler, um agente de atores afro-americanos, assistiu a uma de suas primeiras atuações e recomendou que ela fizesse um teste para um papel no cinema.
Beavers inicialmente hesitou em fazer um teste para papéis no cinema por causa da representação negativa dos negros no cinema. Certa vez, ela disse: "Em todos os filmes que vi... eles nunca usaram pessoas de cor para nada, exceto para selvagens". No entanto, ela ganhou um papel no filme Uncle Tom's Cabin (1927) e passou a interpretar papéis negros tradicionais, como os de escrava, figura materna, ou empregada doméstica.

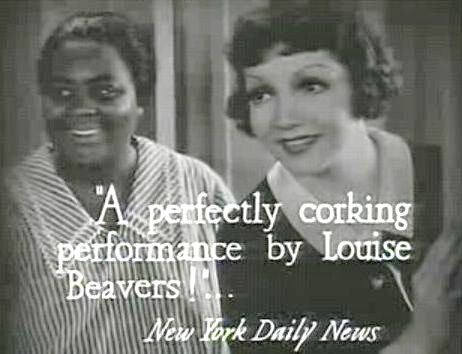
Com Claudette Colbert em Imitation of Life (1934)

Depois de interpretar o papel de Julia, empregada doméstica e figura materna de uma jovem branca, em Coquette (1929), Beavers ganhou mais atenção por seu trabalho e conseguiu fazer a transição para papéis menos estereotipados. Beavers interpretou Delilah em Imitation of Life (1934), novamente no papel de governanta, mas em vez do habitual papel cômico estereotipado ou puramente funcional, o enredo de Delilah constitui um enredo paralelo secundário no qual seus problemas recebem considerável gravidade emocional. Alguns meios de comunicação reconheceram a injustiça do duplo padrão de Hollywood em relação à raça. Um colaborador da California Graphic Magazine escreveu: "a Academia não reconheceu Miss Beavers. Ela é negra!"
Beavers desempenhou o papel principal no filme Reform School (1939), antes considerado um filme perdido, como uma oficial de liberdade condicional com visão de futuro que se torna superintendente de um reformatório e implementa grandes mudanças.
No filme Holiday Inn (1942), Beavers cantou uma música durante um show de menestréis comemorando o aniversário de Abraham Lincoln. Como o número apresenta Bing Crosby e outros em blackface, alguns o consideram racialmente ofensivo e muitas vezes é retirado das exibições do filme na televisão.

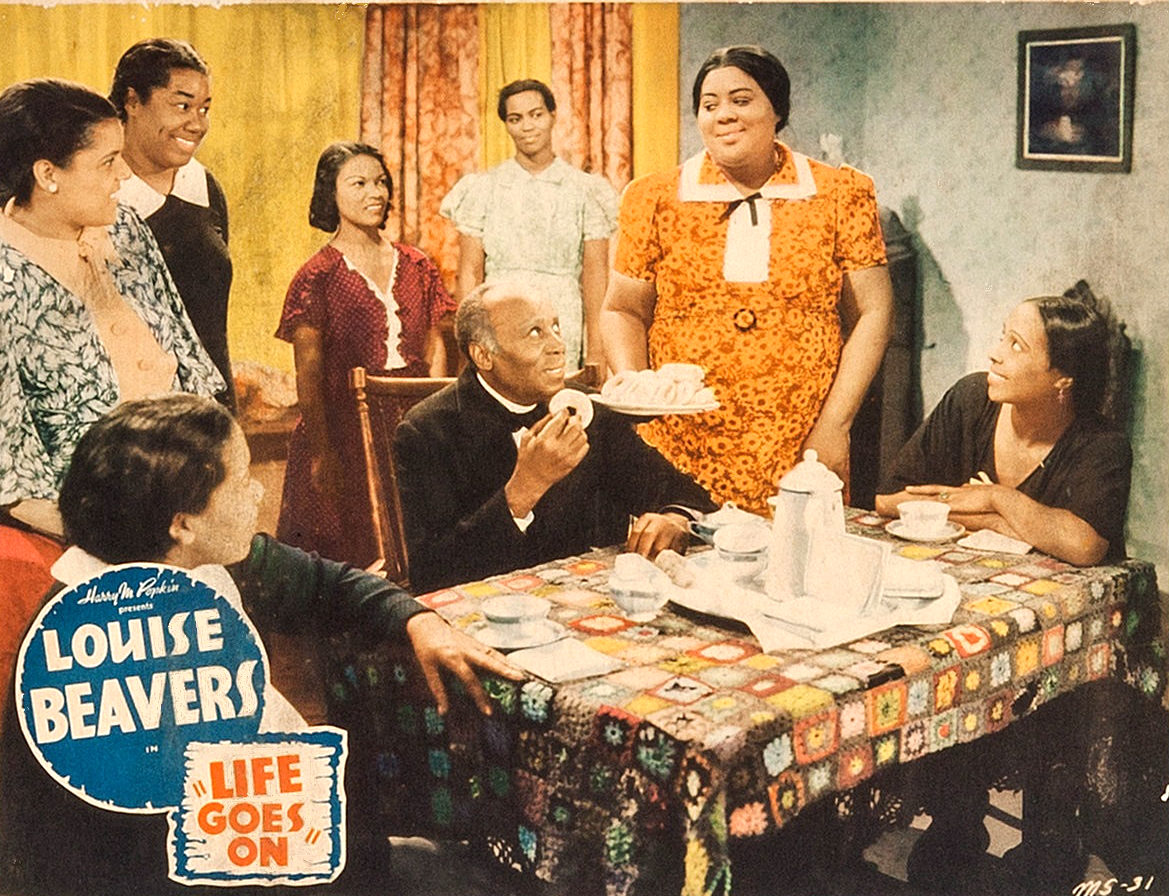
Cartão de lobby para o filme Life Goes On da Million Dollar Productions com o logotipo "Harry M. Popkin Presents Louise Beavers" inserido

Beavers foi uma das três atrizes (incluindo Hattie McDaniel e Ethel Waters) a interpretar a governanta Beulah no programa de televisão Beulah, a primeira sitcom de televisão a estrelar uma pessoa negra. Ela também interpretou uma empregada doméstica nas duas primeiras temporadas de The Danny Thomas Show (1953–1955).
Além de seu trabalho no cinema, Beavers realizou turnês teatrais de até 20 semanas por ano.
À medida que a carreira de Beavers crescia, alguns criticaram-na pelos papéis que aceitou, alegando que tais papéis institucionalizavam a visão de que os negros eram subservientes aos brancos. Beavers rejeitou as críticas, reconhecendo as oportunidades limitadas disponíveis, mas dizendo: "Estou apenas interpretando os papéis. Não os vivo". À medida que se tornou mais conhecida, Beavers começou a falar contra a representação e o tratamento dado por Hollywood aos afro-americanos, tanto durante a produção quanto após a promoção dos filmes. Beavers tornaram-se ativa na vida pública, buscando ajudar a apoiar os afro-americanos. Ela apoiou Robert S. Abbott, editor do The Chicago Defender, que lutou pelos direitos civis dos afro-americanos. Ela apoiou Richard Nixon, que ela acreditava que ajudaria os negros estadunidenses na luta pelos direitos civis.

## Vida pessoal
O primo de Beavers, George Beavers Jr., foi cofundador da Golden State Mutual Life Insurance Company.
Ela se tornou um membro proeminente e ativa da comunidade negra de Los Angeles. Esteve envolvida em funções comunitárias, incluindo as da Igreja Independente do Povo, onde ajudou a desenvolver o programa de teatro do Liceu de Jovens. Ela também esteve envolvida nas cerimônias públicas de 1939 que celebraram o desenvolvimento do resort totalmente negro Val Verde County Park.
Em 1936, Beavers casou-se com Robert Clark, que mais tarde se tornou seu empresário. Beavers e Clark mais tarde se divorciaram e se casaram novamente.
Em 1952, Beavers casou-se com Leroy Moore, com quem permaneceu até sua morte em 1962. Ela não teve filhos.
Mais tarde na vida, Beavers foi atormentada por problemas de saúde, incluindo diabetes. Ela morreu em 26 de outubro de 1962, aos 62 anos, após um ataque cardíaco, no Cedars of Lebanon Hospital, em Los Angeles.

## Honras
Beavers foi incluída no Hall da Fama dos Cineastas Negros em 1976.
Ela era membro honorária da irmandade Sigma Gamma Rho, uma das quatro irmandades afro-americanas.

## Filmografia
Longa-metragens
- Uncle Tom's Cabin (1927) como Escrava no Casamento (sem créditos)
- Coquette (1929) como Julia
- Glad Rag Doll (1929) como Hannah
- Gold Diggers of Broadway (1929) como Sadie, a empregada
- Barnum Was Right (1929) como empregada doméstica (sem créditos)
- Wall Street (1929) como Magnolia
- Nix on Dames (1929) como Magnolia
- Second Choice (1930) como empregada doméstica (sem créditos)
- Wide Open (1930) como Easter
- She Couldn't Say No (1930) como Cora
- Honey (1930) como Revivalista (sem créditos
- True to the Navy (1930) como empregada doméstica (sem créditos)
- Safety in Numbers (1930) como Messalina
- Back Pay (1930) como Nellie - Empregada de Hester (sem créditos)
- Recaptured Love (1930) como empregada doméstica (sem créditos)
- Our Blushing Brides (1930) como Amelia - a empregada dos manequins (sem créditos)
- Manslaughter (1930) como Rose (presidiária) (sem créditos)
- Outside the Law (1930) como Judy, a Empregada (não creditada)
- Bright Lights (1930) como Angela - a Empregada (sem créditos)
- Paid (1930) como condenado (sem créditos)
- Scandal Sheet (1931)
- Millie (1931) como empregada doméstica (sem créditos)
- Don't Bet on Women (1931) como empregada doméstica (sem créditos)
- Six Cylinder Love (1931) como Bit Role (sem créditos)
- Party Husband (1931) como empregada doméstica de Laura (sem créditos)
- Annabelle's Affairs (1931) como Ruby
- Sundown Trail (1931) como tia Jenny
- Reckless Living (1931) como empregada doméstica
- Girls About Town (1931) como Hattie
- Good Sport (1931) como September
- Ladies of the Big House (1931) como Ivory
- The Greeks Had a Word for Them (1932) como Esteticista (sem créditos)
- The Expert (1932) como Lulu
- It's Tough to Be Famous (1932) como Ada, empregada doméstica de Janet
- Young America (1932) como empregada doméstica (sem créditos)
- Night World (1932) como empregada doméstica (sem créditos)
- The Strange Love of Molly Louvain (1932) como atendente de banheiro (sem créditos)
- Street of Women (1932) como Mattie, empregada doméstica de Natalie
- The Dark Horse (1932) como Levinnia, empregada doméstica de Kay (sem créditos)
- What Price Hollywood? (1932) como a empregada
- Unashamed (1932) como Amanda Jones
- Divorce in the Family (1932) como Rosetta
- Hell's Highway (1932) como a namorada do Rascal no Centro de Visitantes (sem créditos)
- Wild Girl (1932) como Mammy Lou (sem créditos)
- Too Busy to Work (1932) como Mammy
- Uma Loira para Três (1933) como Pearl
- Her Splendid Folly (1933) como Anastasia
- Rua 42 (1933) como Pansy - Empregada de Dorothy (sem créditos)
- Girl Missing (1933) como Julie - empregada doméstica de Daisy (sem créditos)
- The Phantom Broadcast (1933) como Penny (sem créditos)
- Pick-Up (1933) como Magnolia (sem créditos)
- Central Airport (1933) como empregada de hotel (sem créditos)
- The Big Cage (1933) como Mandy (sem créditos)
- The Story of Temple Drake (1933) como Minnie
- What Price Innocence? (1933) como Hannah
- Hold Your Man (1933) como atendente do Elite Club (sem créditos)
- Midnight Mary (1933) como Anna - empregada doméstica de Mary (sem créditos)
- Her Bodyguard (1933) como empregada doméstica de Margot
- A Shriek in the Night (1933) como empregada doméstica
- Notorious but Nice (1933) como Ophelia (sem créditos)
- Bombshell (1933) como Loretta
- Only Yesterday (1933) como Abby, a empregada de Emerson (sem créditos)
- In the Money  (1933) como Lily
- Jimmy and Sally (1933) como empregada doméstica (sem créditos)
- Palooka (1934) como Crystal
- Bedside (1934) como Pansy
- I've Got Your Number (1934) como Crystal
- Gambling Lady (1934) como Suzy - cozinheira de Peter (sem créditos)
- A Modern Hero (1934) como empregada doméstica de Azais (sem créditos)
- The Woman Condemned (1934) como Sally - empregada doméstica de Jane
- Registered Nurse (1934) como Flo - empregada de Sadie (sem créditos)
- Glamour (1934) como Millie
- I Believed in You (1934) como prisioneira (sem créditos)
- Merry Wives of Reno (1934) como Cliente de Derwent - Mãe negra de 12 filhos querendo o divórcio (sem créditos)
- Cheaters (1934) como Lily
- The Merry Frinks (1934) como Camille, empregada doméstica de Hattie
- Dr. Monica (1934) como Sarah - empregada doméstica de Mary (sem créditos)
- I Give My Love (1934) como empregada doméstica
- Beggar's Holiday (1934) como Heliotrope
- Imitation of Life (1934) como Delilah Johnson
- West of the Pecos (1934) como Mauree
- Million Dollar Baby (1934) como mãe
- Annapolis Farewell (1935) como Miranda
- Bullets or Ballots (1936) como Nellie LaFleur
- Wives Never Know (1936) como Florabelle
- General Spanky (1936) como Cornelia
- Rainbow on the River (1936) como Toinette
- Make Way for Tomorrow (1937) como Mamie
- Wings over Honolulu (1937) como Mammy
- Love in a Bungalow (1937) como Millie
- The Last Gangster (1937) como Gloria
- Scandal Street (1938) como Clairce
- Life Goes On (1938) como Sally Weston
- Brother Rat (1938) como Jenny
- The Headleys at Home (1938) como Hyacinth
- Peck's Bad Boy with the Circus (1938) como Cassey
- Made for Each Other (1939) como Lily - Cozinheira #3 (sem créditos)
- The Lady's from Kentucky (1939) como tia Tina
- Reform School (1939) como Mãe Barton
- Parole Fixer (1940) como tia Lindy
- Women Without Names (1940) como Ivory
- Primrose Path (1940) como Mulher Falando com a Polícia (sem créditos)
- I Want a Divorce (1940) como Celestine
- No Time for Comedy (1940) como Clementine
- Virginia (1941) como Ophelia
- Sign of the Wolf (1941) como Beulah
- Kisses for Breakfast (1941) como Clotilda
- Belle Starr (1941) como Mammy Lou
- Shadow of the Thin Man (1941) como Stella
- The Vanishing Virginian (1942) como tia Emmeline
- Young America (1942) como Pansy
- Reap the Wild Wind (1942) como Maum Maria
- Holiday Inn (1942) como Mamie
- The Big Street (1942) como Ruby - empregada doméstica de Gloria (sem créditos)
- Seven Sweethearts (1942) como Petunia, a empregada
- Tennessee Johnson (1942) como Addie (sem créditos)
- Good Morning, Judge (1943) como Cleo
- Du Barry Was a Lady (1943) como Niagara
- All by Myself (1943) como Willie
- Top Man (1943) como Cleo - a empregada doméstica dos Warren
- Jack London (1943) como Mammy Jenny
- There's Something About a Soldier (1943) como Birdie (sem créditos)
- Follow the Boys (1944) como Louise Beavers (sem créditos)
- South of Dixie (1944) como Magnolia Brown / Chloe
- Dixie Jamboree (1944) como Opal
- Barbary Coast Gent (1944) como Bedelia
- Delightfully Dangerous (1945) como Hannah
- Young Widow (1946) como Rosie, a cozinheira (sem créditos)
- Lover Come Back (1946) como Martha, empregada doméstica de Kay
- Banjo (1947) como Lindy
- Mr. Blandings Builds His Dream House (1948) como Gussie
- A Southern Yankee (1948) como Lavadeira (sem créditos)
- For the Love of Mary (1948) como Bertha
- Good Sam (1948) como Chloe
- Tell It to the Judge (1949) como Cleo, empregada doméstica de Marsha (sem créditos)
- Girls' School (1950) como Hattie
- The Jackie Robinson Story (1950) como a mãe de Jackie
- My Blue Heaven (1950) como Selma
- Colorado Sundown (1952) como Mattie - empregada doméstica de Jackie
- I Dream of Jeanie (1952) como Mammy
- Never Wave at a WAC (1953) como Artamesa, empregada doméstica de Jo
- Good-bye, My Lady (1956) como Bonnie Drew
- You Can't Run Away from It (1956) como empregada doméstica
- Teenage Rebel (1956) como Willamay
- A Flor do Pântano (1957) como Osia
- The Goddess (1958) como a cozinheira
- All the Fine Young Cannibals (1960) como Rose
- The Facts of Life (1960) como Gussie

Curtas-metragens
- Oriental Hugs (1928)
- Election Day (1929) como a mãe de Farina
- Knights Before Christmas (1930)
- You're Telling Me (1932) como a empregada (sem créditos)
- Hesitating Love (1932)
- The Midnight Patrol (1933) (cenas excluídas)
- Grin and Bear It (1933)